# Краснов, Виктор Михайлович
Ви́ктор Миха́йлович Красно́в (1926—1979) — сержант Рабоче-крестьянской Красной Армии, участник Великой Отечественной войны, Герой Советского Союза (1945).

## Биография
Виктор Краснов родился 4 февраля 1926 года в деревне Верхоунжа (ныне — Меленковский район Владимирской области). После окончания семи классов школы работал трактористом. В ноябре 1943 года Краснов был призван на службу в Рабоче-крестьянскую Красную Армию. С сентября 1944 года — на фронтах Великой Отечественной войны. К январю 1945 года сержант Виктор Краснов командовал орудием танка 1-го танкового батальона 186-й танковой бригады 10-го танкового корпуса 5-й гвардейской танковой армии 2-го Белорусского фронта. Отличился во время Висло-Одерской операции.
Экипаж Краснова первым в бригаде пересёк Государственную границу германской Восточной Пруссии с Польшей и 21 января 1945 года ворвался в город Оструда, где Краснов лично подбил 3 самоходных орудия, 4 бронетранспортёра, 18 автомашин и около роты солдат и офицеров противника. Когда погибли командир и механик-водитель, а сам танк был подожжён вражеским снарядом, раненый и обожжённый Краснов, сняв пулемёт, отстреливался с чердака близлежащего дома, вместе с товарищем удержав позицию до подхода основных сил.
Указом Президиума Верховного Совета СССР от 19 апреля 1945 года за «мужество и отвагу, проявленные в боях» сержант Виктор Краснов был удостоен высокого звания Героя Советского Союза с вручением ордена Ленина и медали «Золотая Звезда» за номером 7630.
После окончания войны Краснов был демобилизован. Проживал в Муроме, работал на местном заводе. Умер 13 декабря 1979 года, похоронен на Вербовском кладбище Мурома.
Был также награждён рядом медалей.